# Marsdenia microstoma
Marsdenia microstoma är en oleanderväxtart som beskrevs av Rudolf Schlechter. Marsdenia microstoma ingår i släktet Marsdenia och familjen oleanderväxter. Inga underarter finns listade i Catalogue of Life.